# Francis Simon
Sir Francis Simon (rojen kot Franz Eugen Simon), nemško-britanski kemik in fizik, * 2. julij 1893, Berlin, Nemčija, † 31. oktober 1956, Oxford, Anglija.
Simon je zasnoval in potrdil metodo za delitev izotopa urana-235, s čimer je pripomogel k razvoju atomske bombe.